# Kolonia (gmina Obrazów)
Kolonia – kolonia w Polsce położona w województwie świętokrzyskim, w powiecie sandomierskim, w gminie Obrazów.
W latach 1975–1998 miejscowość administracyjnie należała do województwa tarnobrzeskiego